# تصفيات كأس الأمم الإفريقية 2017 المجموعة ب
المجموعة ب من مسابقة تصفيات كأس الأمم الأفريقية لكرة القدم 2017 كانت واحدة من المجموعات الـ13 لتحديد الفرق التي تتأهل إلى نهائيات مسابقة كأس الأمم الأفريقية لكرة القدم 2017. تألفت المجموعة من أربعة فرق: جمهورية الكونغو الديمقراطية، أنغولا، جمهورية أفريقيا الوسطى، و‌مدغشقر.
لعبت الفرق ضد بعضها البعض ذهاباً وإياباً بنظام التحدي، بين يونيو 2015 وسبتمبر 2016.
الفائزة بالمجموعة، جمهورية الكونغو الديمقراطية، تأهلت إلى كأس الأمم الأفريقية لكرة القدم 2017.

## الترتيب
| م | الفريق                      | لعب | ف | ت | خ | أ.له | أ.ع | أ.ف | نقاط | التأهل            |     |     |     |     |     |
| - | --------------------------- | --- | - | - | - | ---- | --- | --- | ---- | ----------------- | --- | --- | --- | --- | --- |
| 1 | جمهورية الكونغو الديمقراطية | 6   | 5 | 0 | 1 | 16   | 6   | +10 | 15   | المسابقة النهائية |     | —   | 4–1 | 2–1 | 2–1 |
| 2 | جمهورية إفريقيا الوسطى      | 6   | 3 | 1 | 2 | 9    | 11  | −2  | 10   |                   |     | 2–0 | —   | 3–1 | 2–1 |
| 3 | أنغولا                      | 6   | 1 | 2 | 3 | 7    | 8   | −1  | 5    |                   | 0–2 | 4–0 | —   | 1–1 |     |
| 4 | مدغشقر                      | 6   | 0 | 3 | 3 | 5    | 12  | −7  | 3    |                   | 1–6 | 1–1 | 0–0 | —   |     |

## المباريات
| أنغولا                                                    | 4–0   | جمهورية إفريقيا الوسطى |
| --------------------------------------------------------- | ----- | ---------------------- |
| غيلسون 35'، 63' · مينغا 55' (ركلة.) · جيلبرتو 89' (ركلة.) | تقرير |                        |

| جمهورية الكونغو الديمقراطية | 2–1   | مدغشقر      |
| --------------------------- | ----- | ----------- |
| موبيلي 58' · كيمواكي 73'    | تقرير | فومبولا 76' |

| مدغشقر | 0–0   | أنغولا |
| ------ | ----- | ------ |
|        | تقرير |        |

| جمهورية إفريقيا الوسطى          | 2–0   | جمهورية الكونغو الديمقراطية |
| ------------------------------- | ----- | --------------------------- |
| مابيدي 24' (ركلة.) · غورييه 33' | تقرير |                             |

| مدغشقر                      | 1–1   | جمهورية إفريقيا الوسطى |
| --------------------------- | ----- | ---------------------- |
| أندرياماتسينورو 80' (ركلة.) | تقرير | ليماني 86'             |

| جمهورية الكونغو الديمقراطية     | 2–1   | أنغولا              |
| ------------------------------- | ----- | ------------------- |
| باكامبو 23' (ركلة.) · ميشاك 78' | تقرير | فريدي 90+5' (ركلة.) |

| جمهورية إفريقيا الوسطى | 2–1   | مدغشقر          |
| ---------------------- | ----- | --------------- |
| كيتا 52' · ليماني 65'  | تقرير | أندرياتسيما 35' |

| أنغولا | 0–2   | جمهورية الكونغو الديمقراطية |
| ------ | ----- | --------------------------- |
|        | تقرير | كيمواكي 44' · بولينغي 89'   |

| مدغشقر                  | 1–6   | جمهورية الكونغو الديمقراطية                                  |
| ----------------------- | ----- | ------------------------------------------------------------ |
| راكوتونومينجاناهاري 86' | تقرير | باكامبو 2'، 81' · مبوكو 21'، 65' · بولاسي 41' · بوتاكا 90+1' |

| جمهورية إفريقيا الوسطى               | 3–1   | أنغولا   |
| ------------------------------------ | ----- | -------- |
| مابيدي 15' · ياميسي 38' · ليماني 77' | تقرير | بانا 86' |

| أنغولا     | 1–1   | مدغشقر               |
| ---------- | ----- | -------------------- |
| غيلسون 55' | تقرير | رازاكانانتيناينا 17' |

| جمهورية الكونغو الديمقراطية                        | 4–1   | جمهورية إفريقيا الوسطى |
| -------------------------------------------------- | ----- | ---------------------- |
| كيبانو 36' · موبيلي 56' · بولينغي 76' · بوتاكا 89' | تقرير | كيثيفواما 65'          |

## مسجلو الأهداف
3 أهداف
- غيلسون
- موسى ليماني
- سيدريك باكامبو

هدفين
- فياني مابيدي
- جوناتان بولينغي
- جوردان بوتاكا
- جويل كيمواكي
- بول-جوزيه مبوكو
- فيرمين ندومبي موبيلي

هدف واحد
- فريدي
- جيلبرتو
- دولي مينغا
- بانا
- غورييه
- ساليف كيتا
- فوكسي كيثيفواما
- إيلوغي إينزا ياميسي
- يانيك بولاسي
- نيسكينز كيبانو
- إيليا ميشاك
- كارولوس أندرياماتسينورو
- فانيفا إيما أندرياتسيما
- باجو راكوتونومينجاناهاري
- باسكال رازاكانانتيناينا
- ساريفاهي فومبولا

## روابط خارجية
- Orange Africa Cup Of Nations Qualifiers 2017, CAFonline.com